# Bocula divergens
Bocula divergens là một loài bướm đêm thuộc họ Noctuidae. Nó được tìm thấy ở Borneo, 
bán đảo Mã Lai, Sumatra và Thái Lan.